# Scottish Albums Chart
Scottish Albums Chart – lista opracowywana co tydzień przez Official Charts Company (OCC), która opracowuje również UK Albums Chart. W przeciwieństwie do tej ostatniej, szkocka lista przebojów opiera się wyłącznie na sprzedaży fizycznej płyt CD i  winylowych oraz kaset, a nie na cyfrowych pobraniach lub streamingach, oferowanych przez takie serwisy jak Spotify.
Wcześniej była opracowywana również lista szkockich singli (Scottish Singles Chart), ale 27 listopada 2020 roku Official Chart Company zlikwidowała ją.